# Katie Uhlaender
Katie Uhlaender (* 17. Juli 1984 in Vail, Colorado) ist eine US-amerikanische Skeletonpilotin.

## Werdegang
Katie Uhlaender betreibt Skeleton seit 2002 und gewann 2004 nach vier Saisonsiegen die Gesamtwertung im America’s Cup. Seit der Saison 2004/05 nimmt sie am Skeleton-Weltcup teil. In Lake Placid gelang ihr mit Platz 2 gleich in ihrer ersten Saison die erste Podestplatzierung. Bei der Weltmeisterschaft 2005 wurde sie Fünfte. In der folgenden Saison wurde sie in der Weltcup-Gesamtwertung Vierte und erreicht zwei dritte Plätze in Calgary und Lake Placid. Bei den Olympischen Spielen 2006 von Turin erreichte sie auf der Bahn von Cesana Torinese Rang 6.
Ihr großer Durchbruch kam in der Saison 2006/07. Im November gewann sie in Calgary ihr erstes Weltcuprennen, weitere vier Saisonsiege folgten. Im Gesamtweltcup gewann sie die Wertung überlegen. Bei der Weltmeisterschaft 2007 in St. Moritz gewann sie die Bronzemedaille. Auch in der Saison 2007/08 gewann sie die Gesamtwertung. Sie siegte in vier der acht Saisonrennen und holte zwei weitere Podestplätze. Bei der Weltmeisterschaft 2008 gewann sie Silber im Einzel und Bronze im Team. Mit geringerem Erfolg verlief die Saison 2008/09. Sie erreichte einen zweiten Platz und wurde in der Gesamtwertung Dritte. Bei der Weltmeisterschaft in Lake Placid wurde sie im Einzel Siebte, wiederholte jedoch im Team die Bronzemedaille des Vorjahrs. In der Saison 2009/10 konnte sie keine Podiumsplatzierung erreichen und wurde im Gesamtklassement Siebte. Bei den Olympischen Spielen von Vancouver erreichte sie den 11. Platz.
Durch Verletzungen gehandicapt konnte Uhlaender die Saison 2010/11 erst spät beginnen. Sie absolvierte mehrere Rennen im America’s Cup und Intercontinentalcup und erst am Saisonende zwei Weltcuprennen, bei denen sie Fünfte und Zehnte wurde. Bei der Weltmeisterschaft in Königssee wurde sie sowohl im Einzel als auch im Team Neunte. In der Saison 2011/12 erreichte sie einen weiteren Weltcup-Podestplatz und wurde Elfte im Gesamtweltcup. Bei der Weltmeisterschaft in Lake Placid wurde sie Weltmeisterin vor Mellisa Hollingsworth und Elizabeth Yarnold und gewann auch im Teamwettbewerb die Goldmedaille. In der Saison 2012/13 gelangen ihr im Weltcup zwei Siege und zwei zweite Ränge und sie wurde Dritte im Gesamtklassement. Bei der Skeleton-Weltmeisterschaft 2013 wurde sie Siebte.
In der Saison 2013/14 war Katie Uhlaender durch die Folgen einer Gehirnerschütterung sowie Hüft- und Knöchelbeschwerden beeinträchtigt. Dennoch erreichte sie den vierten Platz bei den Olympischen Spielen 2014 von Sotschi, musste sich in der Folge jedoch zwei Operationen unterziehen, weswegen sie in der Saison 2014/15 pausierte. Nachdem sie in früheren Jahren auch an Wettbewerben im Gewichtheben angetreten war, begann sie während ihrer Verletzungspause mit dem Bahnradsport und wurde bei den nationalen Meisterschaften im Teamsprint Fünfte. In der Saison 2015/16 kehrte sie in den Skeletonsport zurück und startete mit Siegen im Intercontinentalcup und Nordamerikacup in den Winter. Im Intercontinentalcup nahm sie an allen acht Saisonrennen teil, erreichte dabei sechs Podestplätze und gewann damit die Gesamtwertung vor Lanette Prediger und Anna Fernstädt.

## Privates
Katie Uhlaender lebt in Breckenridge, Colorado. Sie ist die Tochter des 2009 verstorbenen Baseballspielers Ted Uhlaender und betreibt neben dem Sport eine Rinderfarm in Atwood, Kansas.